# Chloraea bidentata
Chloraea bidentata är en orkidéart som först beskrevs av Eduard Friedrich Poeppig och Stephan Ladislaus Endlicher, och fick sitt nu gällande namn av Maevia Noemi Correa. Chloraea bidentata ingår i släktet Chloraea och familjen orkidéer. Inga underarter finns listade i Catalogue of Life.